# سترنتشي
سترنتشي (بالإنجليزية: Strenči)‏ هي منطقة سكنية تقع في لاتفيا في Valka District.[بحاجة لمصدر] يقدر عدد سكانها بـ 1,614 نسمة ومساحتها 5.7 كم2 .

## المدن التوأمة
مدن Rosice وزايدا هي مدن توأمة لـسترنتشي.